# Aurel Neagu
Aurel Neagu a fost un general român.
Colonelul Aurel Neagu a fost înaintat la gradul de general de brigadă (cu o stea) la 9 mai 2000 .
În perioada 9 ianuarie 2001 - 1 martie 2005 generalul Aurel Neagu a fost inspectorul general al Inspectoratului General al Poliției de Frontieră. A fost înaintat la gradul de general de divizie (cu 2 stele) la 1 februarie 2002 . 
În perioada iulie-august 2002, prin  redenumirea gradelor odată cu demilitarizarea Poliției Române, gradul militar de general cu două stele a fost echivalat cu gradul profesional de chestor principal de poliție. A fost înaintat la 15 iulie 2004 la gradul profesional de chestor-șef de poliție . 
La data de 15 iunie 2005 chestorul-șef de poliție Aurel Neagu i-au încetat raporturile de serviciu cu Ministerul Administrației și Internelor .